# 莫斯科大清真寺
莫斯科大清真寺（Московская соборная мечеть，又由於早期禮拜者主要是韃靼人而稱為韃靼寺）是俄羅斯首都莫斯科四座主要清真寺之一，也是歐洲最大的清真寺。

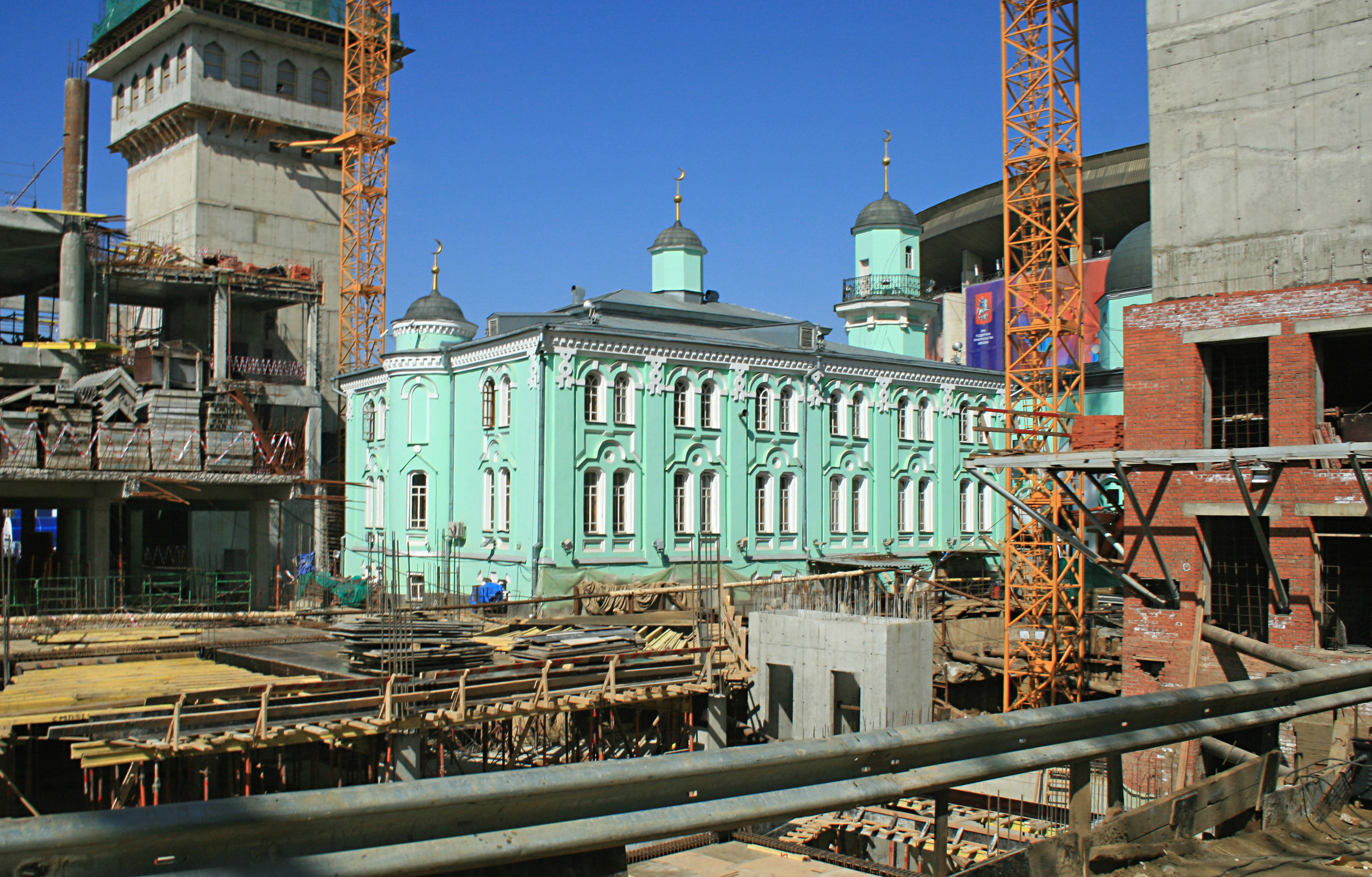
正在施工的莫斯科大清真寺

老清真寺落成於1904年，由韃靼商人倡建並出資，2011年9月11日被拆卸；在原地興建的新清真寺在2015年9月23日完工，並邀請俄羅斯總統普京至現場揭碑。新清真寺樓高三層，兩座宣禮塔高72米，主穹頂高46米、直徑27米，可容納約一萬人聚禮。

## 原地重建竣工典禮
參與竣工典禮的重要人物除了普京外，還有俄羅斯伊斯蘭領袖拉維里·依斯瑪基洛維奇·蓋努特丁（Равиль Исмагилович Гайнутдин）、巴勒斯坦总统马哈茂德·阿巴斯、土耳其总统雷杰普·塔伊普·埃尔多安及莫斯科市長謝爾蓋·謝苗諾維奇·蘇比雅寧。

## 外部連結
官方网站（俄語）